# 猛鬼街3
《猛鬼街3》（英語：A Nightmare on Elm Street 3: Dream Warriors）是一部1987年美国奇幻恐怖片，由查克·拉塞爾执导，是《半夜鬼上床》系列電影的第三部，上映后票房大卖。

## 剧情
1987年，上一次事件发生一年后，克里斯汀·帕克时常梦到弗雷迪在追赶她，并导致手腕受伤。她的母亲以为她想自杀，于是送她去医院，并遇到曾自弗莱迪手中逃脱的南茜...